# Little Gloria... Happy at Last
Little Gloria... Happy at Last är en amerikansk miniserie från 1982, baserad på Barbara Goldsmiths roman Little Gloria...Happy at Last från 1980. I huvudrollerna ses Lucy Gutteridge, Angela Lansbury, Christopher Plummer och Bette Davis. Serien nominerades till sex Emmy Awards och Gutteridge nominerades även till en Golden Globe för sin roll.

## Handling
Serien handlar om Gloria Vanderbilt och hennes föräldrar. När Gloria var 18 månader dog hennes far Reginald, vid 45 års ålder och hon blir arvtagare till en enorm förmögenhet. När Gloria var tio år inleddes en vårdnadstvist mellan hennes mor Gloria Morgan Vanderbilt och hennes faster, Gertrude Vanderbilt Whitney, vilken skulle komma att bli en av de mest beryktade under 1900-talet.

## Rollista i urval
- Lucy Gutteridge – Gloria Morgan Vanderbilt
- Angela Lansbury – Gertrude Vanderbilt Whitney
- Christopher Plummer – Reginald Claypoole Vanderbilt
- Bette Davis – Alice Gwynne Vanderbilt
- Glynis Johns – Laura Kilpatrick Morgan
- Maureen Stapleton – Emma Kieslich
- Martin Balsam – Nathan Burkan
- Barnard Hughes – domare John F. Carew
- John Hillerman – Maury Paul
- Michael Gross – Gilcrist
- Rosalyn Landor – Thelma Morgan Converse
- Joseph Maher – Smythe
- Jennifer Dundas – Lilla Gloria
- Leueen Willoughby – Consuelo Morgan

## Utgivning
Miniserien finns utgiven i Sverige.